# Tema (narratologi)
Tema, ämne, är vad något berättat handlar om på ett djupare plan: ett abstrakt begrepp, som i liknelsen om den förlorade sonen, där temat kan sägas vara förlåtelse, eller nåd, medan avund utgör ett sidotema. Intrigen, figurerna, miljön, berättartekniken och olika symboler i berättelsen är saker som tillsammans bidrar till att göra mottagaren uppmärksam på temat. Temat finns inte alltid klart uttalat i berättelsen, utan måste tolkas fram. Begrepp som ligger nära temabegreppet är myt och motiv. Olika motiv i en berättelse kan ofta utgöra underteman medan temat avser berättelsen som helhet. Det kan betyda en fördjupning på en berättelse som anpassar sig till olika områden.

## Vanliga temata
- Narratologi
- Släktskap
- Orättvisa
- Döden